# Joseph Kabui
Joseph Cannisius Kabui, né en septembre 1954 à Onove, Bougainville, et mort le 7 juin 2008 à Buka, Bougainville, était un homme politique papou-néo-guinéen. Il était, au moment de son décès, président de Bougainville, province autonome de la Papouasie-Nouvelle-Guinée.

## Biographie
Commandant dans l'Armée révolutionnaire de Bougainville, il participa à la guerre de sécession (1989-1998), puis au processus de paix. Il avait tenté de promouvoir la paix à partir du milieu des années 1990, ayant renoncé à la violence. Il fut un signataire de l'accord de paix qui, en 2001, conféra le statut d'autonomie à la province. En 2005, à la tête du parti du Congrès du peuple de Bougainville (Bougainville People's Congress party), il remporta l'élection présidentielle de Bougainville avec 54,8 % des voix, et devint le premier président de la province autonome. Il fut président de 2005 à sa mort en 2008, avec pour vice-président John Tabinaman,.
En tant que président, il promit de faire de la lutte contre le sida l'une de ses priorités. Il promut également le désarmement des habitants de l'île, afin de consolider l'accord de paix.
Peu avant sa mort, il fut critiqué pour avoir autorisé à une société d'exploration minière canadienne l'accès à 70 % des ressources minières de Bougainville.
Avant son implication dans la guerre civile et le processus de paix, Kabui avait eu pour intention de devenir un prêtre catholique.
Il décéda le 7 juin 2008 dans un hôpital à Buka, Bougainville, d'une crise cardiaque. Il avait cessé depuis quatre mois de prendre des médicaments vitaux parce que, selon le Post-Courier, quotidien papou néo-guinéen, il était trop pauvre pour pouvoir les acheter, et « avait honte de demander de l’aide ».
Il reçut des funérailles d'État à Port Moresby. Des personnalités telles que le premier ministre papou-néo-guinéen Sir Michael Somare, le Secrétaire général des Nations unies, Ban Ki-moon, le haut-commissaire australien Chris Moratis, le ministre des Affaires étrangères néo-zélandais Winston Peters et l'ancien Secrétaire général du Commonwealth Don McKinnon rendirent hommage à ses efforts en faveur de la paix.